# Montenegro Prajd
Montenegro Prajd je parada i festival LGBT ponosa koji se od 2013. održava u Crnoj Gori.

## Istorija
Prva crnogorska parada ponosa održana je 24. jula 2013. u Budvi, gde se okupilo tridesetak učesnika parade zajedno s predstavnicima vlasti. Skup u organizaciji LGBT Forum Progresa osiguravalo je 400 policajaca, no sto protivnika parade pokušalo ju je spriječiti zasuvši učesnike kamenjem, bocama i drugim predmetima. Uprkos neredima, učesnici parade prošetali su se u povorci od budvanskih starogradskih zidina do budvanske marine, odakle su radi sigurnosti prevezeni brodovima do Svetoga Stefana.
Iste godine 20. oktobra održana je u Podgorici u organizaciji Queer Montenegra druga crnogorska parada ponosa. Od 100 do 150 učesnika parade, uključujući predstavnike vlasti, civilnih društava i diplomatskih misija, prošetalo se u povorci Bulevarom svetoga Petra Cetinjskoga od hotela »Crna Gora« do stare zgrade vlade i natrag, zastavši nakratko ispred zgrada Skupštine i predsjednika Crne Gore. Slogan prve podgoričke parade ponosa bio je »Crna Gora ponosno«, a logotip manifestacije sastavljen je od brkova. Iako je sama šetnja protekla mirno, izvan zaštićene zone koju su osiguravale jake policijske i specijalne snage zabilježeno je više incidenata koje su izazvali protivnici održavanja parade.

## Spoljašnje veze
- Montenegro Pride, službeni website
- Queer Montenegro Архивирано на веб-сајту  (22. септембар 2019), službeni website
- LGBT Forum Progres, službeni website
- U Podgorici održana prva gej parada – Naslovi.net Архивирано на веб-сајту  (8. фебруар 2021), arhiva vijesti o prvoj paradi ponosa održanoj u Podgorici